# Vidikovački venac
Vidikovački venac (en serbe cyrillique : Видиковачки венац) est une rue située à Belgrade, la capitale de la Serbie, dans la municipalité urbaine de Rakovica.
Cette rue constitue l'artère principale du quartier de Vidikovac.

## Parcours
Vidikovački venac est une rue formée de plusieurs cercles concentriques. Dans ses divers méandres, elle rencontre l'Ibarska magistrala, la « route de l'Ibar », qui constitue la voie de communication la plus importante depuis Belgrade vers l'ouest et le sud-ouest de la Serbie, ainsi que les rues Pilota Mihaila Petrovića, Patrijarha Joanikija, Susedgradska, Bože Jeremića et Sretena Mladenovića Mike.

## Architecture
L'église de la Transfiguration, située au n° 23a, a été construite dans les années 1920.

## Éducation
L'école maternelle Duško Radović est installée au n° 73a et l'école élémentaire Branko Ćopić au n° 73.

## Économie
La société BONUM inženjering, qui distribue en Serbie la marque Motorola, a son siège au n° 104d de la rue.
La grande jardinerie Garden centar Beograd se trouve au n° 102a de la rue. Le marché de Vidikovac (Pijaca Vidikovac) est situé au n° 92. Un supermarché Mini Maxi se trouve à la même adresse.

## Transports
Vidikovački venac est desservie par plusieurs lignes de bus de la société GSP Beograd, soit les lignes 23 (Karaburma II – Vidikovac), 53 (Zeleni venac – Vidikovac), 59 (Slavija – Petlovo brdo), 89 (Vidikovac – Čukarička padina – Novi Beograd Blok 61) et 534 (Cerak vinogradi – Ripanj).